# 5 (album của Ed Sheeran)
5 là một album tổng hợp các EP của nam ca sĩ người Anh Ed Sheeran. Album được phát hành vào ngày 12 tháng 5 năm 2015 thông qua Atlantic Records và bao gồm năm EP được phát hành độc lập của Sheeran.

## Danh sách bài hát
| Đĩa một: You Need Me | Đĩa một: You Need Me            | Đĩa một: You Need Me |
| STT                  | Nhan đề                         | Thời lượng           |
| -------------------- | ------------------------------- | -------------------- |
| 1.                   | "You Need Me, I Don't Need You" | 4:05                 |
| 2.                   | "So"                            | 4:28                 |
| 3.                   | "Be Like You"                   | 3:38                 |
| 4.                   | "The City"                      | 4:26                 |
| 5.                   | "Sunburn"                       | 4:26                 |

| Đĩa hai: Loose Change | Đĩa hai: Loose Change                     | Đĩa hai: Loose Change |
| STT                   | Nhan đề                                   | Thời lượng            |
| --------------------- | ----------------------------------------- | --------------------- |
| 1.                    | "Let It Out"                              | 3:51                  |
| 2.                    | "Homeless"                                | 3:30                  |
| 3.                    | "Little Bird"                             | 3:46                  |
| 4.                    | "Sofa"                                    | 3:19                  |
| 5.                    | "One Night"                               | 3:26                  |
| 6.                    | "Firefly"                                 | 4:15                  |
| 7.                    | "The City" (Trực tiếp tại Sticky Studios) | 5:06                  |
| 8.                    | "Firefly" (Bravado Dubstep Remix)         | 4:29                  |

| Đĩa ba: Songs I Wrote with Amy | Đĩa ba: Songs I Wrote with Amy | Đĩa ba: Songs I Wrote with Amy |
| STT                            | Nhan đề                        | Thời lượng                     |
| ------------------------------ | ------------------------------ | ------------------------------ |
| 1.                             | "Fall"                         | 2:43                           |
| 2.                             | "Fire Alarms"                  | 2:24                           |
| 3.                             | "Where We Land"                | 3:03                           |
| 4.                             | "Cold Coffee"                  | 4:14                           |
| 5.                             | "She"                          | 4:04                           |

| Đĩa bốn: Live at the Bedford | Đĩa bốn: Live at the Bedford    | Đĩa bốn: Live at the Bedford |
| STT                          | Nhan đề                         | Thời lượng                   |
| ---------------------------- | ------------------------------- | ---------------------------- |
| 1.                           | "The A Team"                    | 5:22                         |
| 2.                           | "Homeless"                      | 3:45                         |
| 3.                           | "The City"                      | 5:07                         |
| 4.                           | "Fall"                          | 2:31                         |
| 5.                           | "Wake Me Up"                    | 5:00                         |
| 6.                           | "You Need Me, I Don't Need You" | 9:50                         |

| Đĩa năm: No. 5 Collaborations Project | Đĩa năm: No. 5 Collaborations Project                        | Đĩa năm: No. 5 Collaborations Project |
| STT                                   | Nhan đề                                                      | Thời lượng                            |
| ------------------------------------- | ------------------------------------------------------------ | ------------------------------------- |
| 1.                                    | "Lately" (hợp tác với Devlin)                                | 4:32                                  |
| 2.                                    | "You" (hợp tác với Wiley)                                    | 3:26                                  |
| 3.                                    | "Family" (hợp tác với P Money)                               | 4:15                                  |
| 4.                                    | "Radio" (hợp tác với Jme)                                    | 3:41                                  |
| 5.                                    | "Little Lady" (hợp tác với Mikill Pane)                      | 5:31                                  |
| 6.                                    | "Drown Me Out" (hợp tác với Ghetts)                          | 4:24                                  |
| 7.                                    | "Nightmares" (hợp tác với Random Impulse, Sway và Wretch 32) | 4:05                                  |
| 8.                                    | "Goodbye to You" (hợp tác với Dot Rotten)                    | 5:27                                  |

## Xếp hạng
| Bảng xếp hạng (2015–17)        | Vị trí cao nhất |
| ------------------------------ | --------------- |
| Album Úc (ARIA)                | 17              |
| Album Bỉ (Ultratop Vlaanderen) | 180             |
| Album Cộng hòa Séc (ČNS IFPI)  | 100             |
| Album Hà Lan (Album Top 100)   | 64              |
| Album Tây Ban Nha (PROMUSICAE) | 89              |
| Album Hoa Kỳ Billboard 200     | 30              |